# Beechwood, Mississippi
Beechwood är en ort (census-designated place, CDP) i Warren County i Mississippi i USA, belägen strax öster om countyts administrativa huvudort Vicksburg.
Vid 2020 års folkräkning hade Beechwood 3 469 invånare. Orten ingår i Vicksburgs storstadsområde (micropolitan statistical area).